# Застава Срба у Хрватској
Застава Срба у Хрватској је етничка застава Срба у Хрватској усвојена одлуком 9. априла 2005. године на конститутивној сједници Српског народног вијећа уз сагласност Вијећа за националне мањине Републике Хрватске.
Застава Срба у Хрватској је истовјетна застави Републике Србије од 1992. до 2004. и застави Републике Српске. Заставу је 8. јула 2005. године представницима српске заједнице у Хрватској предао амбасадор Србије у Хрватској на свечаности организованој поводом усвајања нове заставе.
Застава је правоугаоног облика, подељена на три хоризонтална поља једнаке ширине, редом: црвено, плаво и бело (видети: пансловенске боје), без других симбола, размера 1:2.
Употреба заставе је легализована 26. априла 2005. године одлуком Савета за националне мањине Републике Хрватске – највишег органа мањинске самоуправе у Хрватској.
Застава се истиче у просторима Вијећа српске националне мањине и српских организација, и на скуповима српске заједнице, и то уз заставу Хрватске. Грб српске националне мањине у Хрватској још није усвојен на нивоу читаве земље. Заједничко веће општина усвојило је Грб српске националне мањине у Хрватској 14. новембра 1997. године који користи српска мањинска заједница у Подунављу. Како је грб усвојен у време постојања Савезне Републике Југославије, Грб српске националне мањине у Хрватској разликује се од савременог грба који користи Република Србија.